# 魔境夢遊
《魔境夢遊》（英語：Alice in Wonderland），2010年的美國奇幻動畫，採用真人演出3D數位模式拍製，由提姆·波頓執導，蜜雅·娃絲柯思卡等主演，於2010年3月5日在美國首映。
劇情根據路易斯·卡羅的兩本小說及《愛麗絲鏡中奇遇》改編，為原著故事的延續，講述19歲的愛麗絲重返魔境後的經歷。提姆·波頓曾明言，他並不認為此片是以往任何愛麗絲電影的續集，亦不是重拍版。
续集《魔境夢遊：時光怪客》于2016年5月份上映。

## 劇情
愛麗絲·金斯利（Alice Kingsleigh，蜜雅·娃絲柯思卡飾）小時候常做惡夢，每次都是在父親安慰下才能入睡，但慈祥的父親卻在愛麗絲19歲時逝去，而他生前的交易生意則由他的朋友Ascot勳爵接管。愛麗絲在父親死後不久，跟隨母親出席了一個由Ascot家舉辦之宴會。在宴會上，她意外得知這其實是一個為她準備的訂婚派對，原來她家人已與Ascot家談好，打算將愛麗絲嫁給繼承人Hamish。由於愛麗絲不知如何回應Hamish的求婚，她在眾目睽睽下跑離現場，並尾隨一隻她從派對一開始時就注意到的白兔（麥可·辛飾）到Ascot家庭園深處。
然後，愛麗絲跌進一個兔洞，來到了奇幻仙境，一個她小時候到訪過的奇怪世界，可是愛麗絲對其已完全沒有記憶。愛麗絲聽了眾人的解釋後知道，原來紅心皇后（海倫娜·寶漢·卡特飾）奪去了妹妹－白髮皇后（安妮·夏菲維飾）的統治王冠，繼而統治了奇幻仙境。但愛麗絲注定要在奇妙日，會用劍將紅心皇后的守衛－空龍（基斯杜化·李飾）斬死。但是，眾人誤會了智蟲（阿倫·烈卡文飾）的話語，以為愛麗絲是假的愛麗絲。紅心女王的軍隊進攻他們，俘虜了白兔、紅鶴和雙胞胎（馬修·盧卡斯飾），而愛麗絲逃脫了。紅心皇后得悉愛麗絲歸來的消息，下令黑騎士傑克·史坦（克斯賓·葛洛佛飾）搜捕她。
柴郡貓（史蒂芬·弗萊飾）發現了愛麗絲後帶她去見瘋帽（尊尼·特普飾）、三月兔和睡鼠。當黑騎士在搜索愛麗絲時，瘋帽帶著縮小了的愛麗絲逃往白髮皇后的城堡，但瘋帽被抓住了，留下了愛麗絲和他的帽。一隻因家人被囚禁著而被迫服從紅心皇后的狗，幫助愛麗絲溜入紅心皇后的城堡，以拯救瘋帽。淪為紅心女王的侍從的白兔，把一種吃後會長大的蛋糕給了愛麗絲。長大的愛麗絲騙倒紅心皇，成為紅心皇后的寵臣，瘋帽也成了紅心皇后的帽匠。愛麗絲知道用以殺死空龍的聖劍藏在一隻怪獸巨熊怪那兒，牠的眼睛被睡鼠拿去了，愛麗絲把眼睛還給牠，使牠加入白髮皇后一伙。咧嘴貓救出了正被處決的瘋帽和睡鼠，他們逃離紅心皇后的城堡。愛麗絲把劍送還白皇后並回復至原來大小，可她仍然沒有信心能殺死空龍。
智蟲正進入他的成蛹階段，他喚醒愛麗絲小時候到奇幻仙境的記憶，並給予她鼓勵和信心去戰勝空龍。奇妙日當天，紅心皇后和白髮皇后的軍隊開戰，以決定仙境的命運。愛麗絲回想起她吃早餐時所許下的六個奇蹟，因此堅定己心，成功打敗了空龍，使紅心皇后的軍隊全部離她而去。白髮皇后重新成為仙境的統治者，她把紅心皇后和黑騎士永遠逐出仙境。愛麗絲喝過空龍的血後回到了家，她拒絕了Hamish的求婚，並向Hamish父親提議在中國開展交易路線，成為了他的學徒。最後，當愛麗絲準備乘船到中國工作時，智蟲變成的蝴蝶在她的肩膀上飛過。

## 演員
| 演員             | 角色                             |
| 蜜雅·娃絲柯思卡  | 愛麗絲 Alice Kingsleigh          |
| 強尼·戴普        | 瘋狂帽客 Mad Hatter              |
| 海倫娜·寶漢·卡特 | 紅心皇后 Red Queen               |
| 安·海瑟薇        | 白髮皇后 White Queen             |
| 克斯賓·葛洛佛    | 黑騎士 Knave of Hearts           |
| 麥可·辛          | 白兔 White Rabbit                |
| 史蒂芬·弗莱      | 咧嘴貓 Cheshire Cat              |
| 馬修·盧卡斯      | 雙胞胎 Tweedledum and Tweedledee |
| 艾倫·瑞克曼      | 智蟲 Caterpillar                 |
| 克里斯多福·李    | 空龍 Jabberwocky                 |

## 原聲帶
| 曲序 | 曲目                                               | 时长 |
| ---- | -------------------------------------------------- | ---- |
| 1.   | Alice's Theme（愛麗絲主題音樂）                    | 5:07 |
| 2.   | Little Alice（小小愛麗絲）                         | 1:34 |
| 3.   | Proposal/Down the Hole（求婚／掉進洞裡）           | 2:58 |
| 4.   | Doors（門）                                        | 1:51 |
| 5.   | Drink Me（喝我）                                   | 2:48 |
| 6.   | Into the Garden（進入花園）                        | 0:50 |
| 7.   | Alice Reprise #1（愛麗絲重奏曲#1）                 | 0:26 |
| 8.   | Bandersnatched（班德斯納契）                       | 2:42 |
| 9.   | Finding Absolem（尋找阿布索倫）                    | 2:41 |
| 10.  | Alice Reprise #2（愛麗絲重奏曲#2）                 | 0:38 |
| 11.  | The Cheshire Cat（咧嘴貓）                         | 2:07 |
| 12.  | Alice and Bayard's Journey（愛麗絲與貝爾德的旅程） | 4:04 |
| 13.  | Alice Reprise #3（愛麗絲重奏曲#3）                 | 0:24 |
| 14.  | Alice Escapes（愛麗絲大逃脫）                      | 1:07 |
| 15.  | The White Queen（白髮女王）                        | 0:36 |
| 16.  | Only a Dream（夢一場）                             | 1:25 |
| 17.  | The Dungeon（地牢）                                | 2:18 |
| 18.  | Alice Decides（愛麗絲的抉擇）                      | 3:14 |
| 19.  | Alice Reprise #4（愛麗絲重奏曲#4）                 | 1:01 |
| 20.  | Going to Battle（上戰場）                          | 2:41 |
| 21.  | The Final Confrontation（最後對質）                | 1:41 |
| 22.  | Blood of the Jabberwocky（無謂的犧牲）             | 2:37 |
| 23.  | Alice Returns（愛麗絲回來了）                      | 3:14 |
| 24.  | Alice Reprise #5（愛麗絲重奏曲#5）                 | 2:56 |

## 反响
爛番茄根據279條評論，本片獲得51%的新鮮度，平均得分5.8／10，觀眾投票獲得55%的分數，平均得分為3.4／5。在Metacritic上，電影獲得53分。評價好壞參半。

## 奖项
| 頒獎典禮             | 獎項                   | 名字                                         | 結果 |
| -------------------- | ---------------------- | -------------------------------------------- | ---- |
| 第83屆奥斯卡金像奖   | 最佳艺术指导奖         | 羅拔·史壯拔、嘉倫·奧哈華                     | 獲獎 |
| 第83屆奥斯卡金像奖   | 最佳服装设计奖         | 柯琳·阿特伍德                                | 獲獎 |
| 第83屆奥斯卡金像奖   | 最佳视觉效果           | 堅·華斯頓、大衛·什、加利·偉易嘉斯與桑·菲利士 | 提名 |
| 第68屆金球奖         | 最佳音乐或喜剧片       |                                              | 提名 |
| 第68屆金球奖         | 最佳音乐或喜剧类男主角 | 约翰尼·德普                                  | 提名 |
| 第68屆金球奖         | 最佳原创音乐           |                                              | 提名 |
| 第64屆英国电影学院奖 | 最佳服装设计           |                                              | 獲獎 |
| 第64屆英国电影学院奖 | 最佳音乐               |                                              | 提名 |
| 第64屆英国电影学院奖 | 最佳艺术指导           |                                              | 提名 |
| 第64屆英国电影学院奖 | 最佳特效               |                                              | 提名 |
| 第64屆英国电影学院奖 | 最佳化妆与发型         |                                              | 提名 |

## 外部連結
- 互联网电影数据库（IMDb）上《魔境夢遊》的资料（英文）
- AllMovie上《魔境夢遊》的资料（英文）
- Box Office Mojo上《魔境夢遊》的資料（英文）
- 爛番茄上《魔境夢遊》的資料（英文）
- Metacritic上《魔境夢遊》的資料（英文）
- 開眼電影網上《魔境夢遊》的資料（繁體中文）
- 豆瓣电影上《魔境夢遊》的資料 （简体中文）
- 时光网上《魔境夢遊》的資料（简体中文）